# Ghada Ibrahim
Pour les articles homonymes, voir Ibrahim (homonymie).
Ghada Nada Ibrahim, née le 28 mai 1994, est une rameuse égyptienne. 

## Carrière
Aux championnats d'Afrique 2022, Ghada Ibrahim est médaillée d'argent en deux de couple et médaillée de bronze en skiff.
Aux championnats d'Afrique 2023 à Tunis, elle est médaillée d'or en deux de couple avec Maryam Abdellatif et médaillée de bronze en skiff.
Aux championnats d'Afrique 2024, elle est médaillée d'or en skiff et en quatre de couple et médaillée de bronze en deux de couple.